# Vallevikenbäcken
Vallevikenbäcken is een van de (relatief) kleine riviertjes/beekjes die het Zweedse eiland Gotland rijk is. Het riviertje ontstaat bij de oude boerderij (gård) Stora Valle in het noorden van Gotland. De omgeving aldaar moest het hebben van de cementfabriek van het dorpje Valleviken. Tegenwoordig zijn er inkomsten uit zomertoerisme bij het strandje. De waterweg mondt uit in de Valleviken, een baai van de Oostzee.